# Кусакин, Олег Григорьевич
Олег Григорьевич Кусакин (12 июля 1930, Ленинград — 21 августа 2001, Владивосток) — советский и российский гидробиолог, академик Российской академии наук (1994; член-корреспондент АН СССР с 1990).

## Биография
В 1953 году окончил биологический факультет Ленинградского государственного университета.
В 1958 году защитил диссертацию «Литораль Южных Курильских островов и её фауна и флора» на соискание учёной степени кандидата биологических наук. С 1960 по 2001 годы преподавал в Дальневосточном государственном университете и Ленинградском государственном университете.
В 1966 году вместе с А. В. Жирмунским начал организацию нового Института биологии моря Дальневосточного научного центра АН СССР. В 1972 году защитил докторскую диссертацию «Распространение и некоторые особенности вертикального распределения равноногих ракообразных холодных и умеренных вод Мирового океана». В 1986 году был награждён орденом Трудового Красного Знамени. 15 декабря 1990 года был избран членом-корреспондентом Академии наук СССР. 31 марта 1994 — академиком РАН.

## Научные достижения
Участник 30 экспедиций. Предложил схему биогеографического районирования литорали Дальнего Востока, создал новую концепцию формирования глубоководной фауны, населяющей глубины свыше 2000 метров, внес значительный вклад в биогеографическое районирование холодных и умеренных вод Мирового океана, а также в унификацию биогеографической терминологии. Кусакин значительное внимание уделял изучению таксономии, биоразнообразия и биогеографии морских и солоноватоводных представителей отряда изопод. По результатам исследований Олегом Григорьевичем были составлены 5 томов определителей равноногих ракообразных холодных и умеренных вод северного полушария.
О. Г. Кусакин также занимался исследованием клешненосных осликов. В 1997 году совместно с Ю. Е. Петровым описал новый род и вид ламинариевых водорослей Undariella kurilensis. Вместе с А. В. Адриановым в 1998 году составил таксономический каталог видов живых организмов, обитающих в заливе Петра Великого.
В 1994 году в соавторстве с А. Л. Дроздовым опубликовал фундаментальный труд по мегасистематике живой природы «Филема органического мира» (вышли два тома: «Часть 1. Пролегомены к построению филемы» и «Часть 2. Прокариоты и низшие евкариоты»). Монография посвящена рассмотрению подходов к созданию целостной филемы органического мира — системы, которая в наибольшей степени на уровне современных знаний отражает филогенетические связи между наивысшими таксономическими категориями (типы, царства, доминионы, империи). Дан обзор существующих со времени К.Линнея мегасистем органического мира. Предложена система из 11 царств прокариот и 11 царств евкариот, при этом многоцарственная система прокариот дается впервые.

## Память
Дальневосточным отделением РАН была учреждена премия имени О. Г. Кусакина, которая присуждается «за исследования морских организмов и экосистем».